# The Work
The Work — шестой студийный альбом британского электронного музыканта Gold Panda (Derwin Schlecker, Derwin Dicker), изданный 11 ноября 2022 года на студии City Slang. Альбом стал первым для Дикера в качестве Gold Panda с альбома 2016 года Good Luck and Do Your Best.

## История
Лид-сингл альбома, «I’ve Felt Better (Than I Do Now)», был выпущен 24 мая 2022 года, до анонса альбома. После выхода Дикер назвал песню «намёком на то, что ещё ждёт нас в 2022 году», и поделился, что пережил кровоизлияние в мозг за время, прошедшее после его последнего релиза в 2019 году.
Дикер анонсировал альбом 7 сентября, также сообщив дату выхода, треклист и обложку, и выпустил второй сингл, «The Corner». «The Corner» включает зацикленный сэмпл из песни Дина Фридмана «Lydia» и вдохновлён сериалом HBO The Wire. 13 июня 2023 года Дикер выпустил новую версию «The Corner» с участием рэперов Open Mike Eagle, Infinite Livez и McKinley Dixon.
Третий сингл, «The Dream», был выпущен 11 октября вместе с клипом, снятым режиссёром Робом Брэндоном. Альбом был выпущен 11 ноября 2022 года лейблом City Slang.

## Отзывы
| Совокупная оценка | Совокупная оценка |
| Источник          | Оценка            |
| ----------------- | ----------------- |
| AnyDecentMusic?   | 7.5/10            |
| Metacritic        | 78/100            |
| Оценки критиков   |                   |
| Источник          | Оценка            |
| AllMusic          | [ 8 ]             |
| Clash             | 8/10              |
| Loud and Quiet    | 8/10              |
| MusicOMH          | [ 10 ]            |
| Pitchfork         | 7.0/10            |
| PopMatters        | 8/10              |
| Record Collector  | [ 13 ]            |
| The Skinny        | [ 14 ]            |
| Slant Magazine    | [ 15 ]            |
| Uncut             | 7/10              |

Альбом получил положительные отзывы музыкальной критики и интернет-изданий. Zoomer получил оценку 78 из 100 на агрегаторе рецензий Metacritic, основанную на 8 отзывах критиков, что свидетельствует о «в целом благоприятном» приёме.

## Список композиций
Автор всех композиций и текста Gold Panda (Derwin Schlecker).
| №                   | Название                           | Длительность |
| ------------------- | ---------------------------------- | ------------ |
| 1.                  | «Swimmer»                          | 1:35         |
| 2.                  | «The Dream»                        | 4:18         |
| 3.                  | «The Corner»                       | 3:41         |
| 4.                  | «The Want»                         | 3:47         |
| 5.                  | «I've Felt Better (Than I Do Now)» | 4:21         |
| 6.                  | «Plastic Future»                   | 5:37         |
| 7.                  | «New Days»                         | 3:42         |
| 8.                  | «I Spiral»                         | 2:23         |
| 9.                  | «Arima»                            | 3:10         |
| 10.                 | «Chrome»                           | 3:45         |
| 11.                 | «Joni's Room»                      | 3:18         |
| Общая длительность: | Общая длительность:                | 39:37        |